# Jože Flere
Jože Flere (27 de febrero de 1968) es un deportista esloveno que compitió en atletismo adaptado. Ganó una medalla de plata en los Juegos Paralímpicos de Pekín 2008 en la prueba de lanzamiento de disco (clase F32/51).

## Palmarés internacional
| Juegos Paralímpicos | Juegos Paralímpicos | Juegos Paralímpicos | Juegos Paralímpicos |
| Año                 | Lugar               | Medalla             | Prueba              |
| ------------------- | ------------------- | ------------------- | ------------------- |
| 2008                | Pekín (China)       | Medalla de plata    | Disco F32/51        |